# Vincent Sedlák
Vincent Sedlák (Krakovány, 1930. december 2. – Pozsony, 2009. január 20.) szlovák történész, középkorkutató, egyetemi előadó, a Matica Slovenská tagja.

## Élete
Elsősorban a mai Szlovákia történelméhez kapcsolható középkori források kutatásával foglalkozott. 1969-1978 között és 1986 után a Csehszlovák Akadémia budapesti kutatócsoportjának, ill. a Szlovák Tudományos Akadémia Történeti intézetében a dokumentációs részlegnek volt a vezetője. Ezen kívül a Matica Slovenská történeti részlegének aktív tagja és folyóiratának állandó szerkesztője volt. Előadóként a Nagyszombati Egyetemen is oktatott. A pozsony-főrévi temetőben nyugszik.

## Művei
- 2008 Monumenta Vaticana Slovaciae I. 1332–1337
- 1980/1987 Regesta diplomatica necnon epistolaria Slovaciae I.-II.
- 1964 Dejiny osídlenia Bratislavskej stolice (kandidátusi munka)
- 1977–1978 Vlastivedný slovník obcí na Slovensku I–III. (társszerző)

## Külső hivatkozások
- Spomienka na prof. Vincenta Sedláka, Informátor 2009, 35-36.
- osobnosti.sk
- nekrológ matica.sk